# 焦磷酸酶
焦磷酸酶（英語：Pyrophosphatase）是作用于双磷酸键上的酸酐水解酶。
例子包括了：
- 无机焦磷酸酶
- 硫胺素焦磷酸酶